# Euaresta stigmatica
Euaresta stigmatica es una especie de insecto del género Euaresta de la familia Tephritidae del orden Diptera.

Las plantas huésped son especies de Ambrosia. Se encuentra en Estados Unidos y México.

## Historia
Coquillett la describió científicamente por primera vez en el año 1902.